# Žena v trojúhelníku
Žena v trojúhelníku (op. 38) je opera („hudební drama“) o třech jednáních a šesti obrazech českého skladatele Josefa Bartovského na libreto Josefa Entnera. Po pohádkové Písni modrých hor je to skladatelova druhá profesionální opera. Bartovský na ní pracoval už v roce 1929 a dokončil ji v roce 1931. Premiéra se však konala 4. února 1937 Městském divadle v Plzni, skladatelově působišti. Dirigoval ji Antonín Barták a režii měl Jan Vávra.
Podle popisu v Poledním listu „Děj opery řeší naturalisticky psychologické drama ženy-démona a tří mužů. Opera je komponována pro jazzový orchestr a je kombinací melodramatu s moderním stylem operním.“ Forma jazzové opery, jež byla velmi populární ve druhé polovině 20. let 20. století (Ernst Křenek: Jonny spielt auf, Jaroslav Křička: Bílý pán aneb Těžko se dnes duchům straší, raná díla Bohuslava Martinů), ani poněkud pokleslý námět však už neodpovídaly vkusu konce 30. let a Bartovského opera prošla celkem bez pozornosti. Jiná divadla ji neuvedla.

## Osoby a první obsazení
| osoba                                         | hlasový obor |
| --------------------------------------------- | ------------ |
| Felicien                                      | tenor        |
| Arne                                          | baryton      |
| Yvonna                                        | soprán       |
| Markýz                                        | bas          |
| Clair                                         | soprán       |
| Bankéř                                        | tenor        |
| Námořník                                      | baryton      |
| Vypravěč                                      | mluvená role |
| Sekretář, společnost salonu i přístavní krčmy |              |

## Děj opery

### 1. jednání
(1. obraz – Prolog – Periferie města) Recitovaný prolog uvádí příběh, jímž je „hra démona hříchu a vášně se třemi srdci“. Děj začíná, když se na předměstí velkého města setkají po dlouhé době dva dávní přátelé, malíř Felicien a básník Arne. Jejich osud byl podobný – oba uprchli z města najít klid a inspiraci v přírodě, ale oba znovu přitáhlo vzrušení, jež nabízí velkoměsto. A to se hned dostaví v podobě setkání s krásnou a tajuplnou ženou. Ač je to setkání jen letmé, stačí k tomu, aby v rozjitřených srdcích obou umělců vyvolalo vášnivou touhu.
(2. obraz – Komnata v paláci) Feliciana i Arneho zavede hledání bohatého mecenáše do paláce markýze, který je znám jako přítel umělců všeho druhu. Markýz je hostí a slibuje jim odměnu, vytvoří-li pro něj každý dílo na dané téma: co nejvěrněji zachytit absolutní ženskou krásu. Umělcům neujde, že stěny komnaty již zdobí čtyři portréty krásných žen různých epoch; pátý rám je prázdný. Markýz vysvětluje, že jde o rodové prokletí. V každém století se v jejich rodině vyskytne žena, jež přijímala lásku mnoha mužů, nedokázala ji však opětovat. Vždy se za to dočkala krvavého konce, aby čest rodu byla očištěna.

### 2. jednání
(3. obraz – Přístavní krčma) Kontrastem k nádhernému šlechtickému sídlu, ale pro umělce stejně přirozeným prostředím je živá přístavní krčma. V hlučné zábavě se zde setkávají námořníci s nevěstkami, studenti a umělecká bohéma. Šantánová zpěvačka Clair zpívá lascivní písně, zatímco Felicien črtá její portrét. Myšlenku, že by Clair mohla být modelem pro alegorii ženské krásy, však ihned zavrhne, když do putyky vstoupí Yvonna. Malíř na vše zapomíná a vyznává jí na místě lásku. Yvonna se mu vysměje – do přístavní krčmy přirozeně nepřišla hledat citlivého intelektuála. Odchází zavěšena do statného, hrubého námořníka.
(4. obraz – Salon vily v Nizze) Na večírku zbohatlické smetánky Yvonna baví společnost zpěvem francouzské písně a z přítomných mužů, kteří ji obletují, nejpříznivěji přijímá dvoření zámožného bankéře. Vrhá se i do hazardní hry a bezstarostně v ní prohrává všechny své šperky. Pohoršeným varováním náhodně přítomného básníka Arneho nepopřává sluchu. I po odchodu ostatní společnosti se Arne zdrží. Yvonna jej chvíli dráždí, ale moralizující poeta se svou nudnou láskou ji záhy omrzí a posílá ho pryč. Na odchodu ještě Arne zahlédne, jak Yvonna to, co mu odepřela, věnuje bankéři.

### 3. dějství
(5. obraz – Komnata v paláci) Lhůta uplynula a oba umělci přinášejí markýzi výsledky své práce. Felicien přináší Yvonninu podobiznu a zavěšuje ji do prázdného rámu, Arne o ní předčítá báseň. Teprve nyní navzájem zjišťují, že oba milovali stejnou ženu – a se stejným výsledkem. Markýz jejich hněv utišuje a navrhuje jim, aby ho vybili symbolickým gestem. Pověsí na závěs v rohu knihovny papír s namalovaným červeným srdcem a nabídne umělcům revolvery, sám si vezme třetí. Felicien i Arne střílejí do srdce jako do terče, jen markýz svou kulku směruje do podlahy. Poté závěs rozhrne; visí za ním spoutaná Yvonna krvácející z prostřeleného srdce. Umělcům zděšeným ze zločinu, do něhož byli vmanévrováni, pak vypráví, že Yvonna byla jeho nevěrná, bezcitná manželka a on tímto činem naplnil, co pro takový případ stanovila rodinná legenda.
(6. obraz – Epilog – Periferie města) Oba umělci opouštějí město. Na předměstí si mlčky podávají ruce na rozloučenou a odcházejí každý na jinou stranu. Vypravěčovými slovy končí povídka „o ženě v trojúhelníku tří mužů“.